# Tagma (Einheit)
Tagma (griechisch τάγμα, Plural τάγματα tagmata) war eine Einheit der byzantinischen Armee. Das Tagma wurde auch Bandon, numerus oder griechisch arithmos genannt, das von einem Tagmatarches, Komes oder Tribounos befehligt wurde. Der Begriff ist mit dem Syntagma verwandt, einer Kompanie der Makedonischen Phalanx.
Sowohl im Strategikon als auch in den späteren Taktika werden die Begriffe zwar im Kapitel über die militärischen Titel und Einheiten scheinbar als austauschbar dargestellt, in den folgenden Kapiteln wird der Begriff Bandon jedoch ausschließlich für Kavallerietagmata verwendet, während die Infanterietagmata als Arithmoi bezeichnet werden. Entsprechend erfolgt auch die Benennung der Kommandeure. Im Strategikon werden Banda von Komites befehligt und die Arithmoi von Tribunes. In den Taktika bleibt zwar die Unterscheidung in Banda und Arithmoi bestehen, Tagma beider Waffengattungen werden jedoch von Komites befehligt. 
In der modernen Literatur wird meist jedoch nur undifferenziert von Banda gesprochen.

## Die Tagmata
Nach Einführung der Themen beschreibt der Begriff tagma fast ausschließlich Einheiten der Berufsarmee, weswegen in später Zeit beim tagma als militärische Einheit meist vom bandon gesprochen wurde. Ihre endgültigen Form erhielten die tagmata unter Kaiser Konstantin V.
Zu diesen zählen in erster Linie das Tagma der Scholai, das Tagma der Exkubitai, das Tagma der Biglia und das Tagma der Ikanatoi. Um 971 kam noch das Tagma der Athanatoi hinzu. Diese in der Hauptstadt stationierten Eliteverbände werden in historischen Quellen meist mit einer Stärke von 4.000 bis 6.000 Mann angegeben. Einige moderne Historiker lehnen diese Angaben jedoch als zu groß ab. 
Im 10. Jahrhundert standen tagmata auch in den Themen mit einem jeweils eigenem Hauptquartier. Für diese wird zumeist eine Stärke der ursprünglichen Banda von 200 bis 500 Mann angenommen. Um 967 wurden von Nikephoros II. Güter mit dem dreifachen Mindest-Umfang eingerichtet, deren Besitzer wahrscheinlich zu den nun verstärkt eingesetzten Panzerreitern gehörten. Die Inhaber dieser Güter waren oft nicht-griechischer Abstammung.
Im Laufe des 10. und 11. Jahrhunderts kamen die an und für sich nicht übertragbaren Militärgüter (stratiotika ktemata) mehr und mehr in den Besitz des Adels und der Klöster, die wieder verstärkt zu Großgrundbesitzern wurden.

## Neuzeit
Im modernen Griechischen Heer wird die Bezeichnung Tagma für das Bataillon wieder benutzt und findet auch seine Entsprechung in den Dienstgradbezeichnungen für die Dienstgradgruppe der Stabsoffiziere des Heeres: der Major wird als Tagmatarches („Tagma-Kommandeur“) bezeichnet, während aus dem Begriff für Regiment (Syntagma) sich die Rangbezeichnungen Syntagmatarches (Oberst) und Antisyntagmatarches (Oberstleutnant) ableiten.